# ادوارد ماسون اگلستون

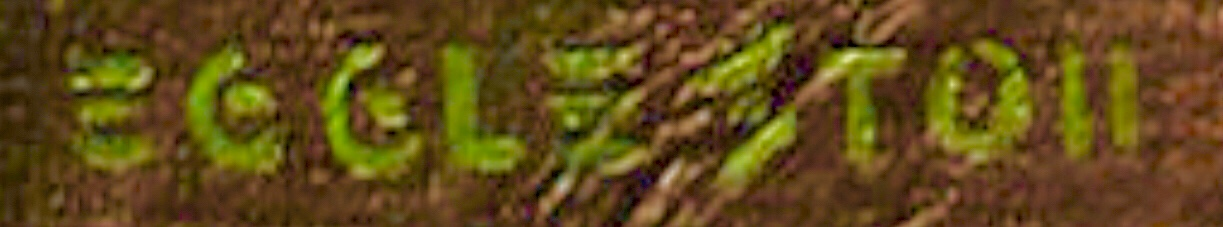
ادوارد ماسون اگلستون، امضای اثر هنری، ۱۹۱۹

ادوارد ماسون اگلستون (به انگلیسی: Edward Mason Eggleston) تصویرگر آمریکایی بود که در سال ۱۹۳۷ هنر تبلیغاتی را برای نمایشگاه بزرگ دریاچه‌ها ایجاد کرد و از آن در «میلیون‌ها پوستر و جزوه» استفاده شد.
وی در کالج هنر و طراحی کلمبوس، اوهایو تحصیل کرد و در حدود سال ۱۹۱۸ به نیویورک نقل مکان نمود و آن جا روی جلد مجلات، پوسترهای مسافرتی، تبلیغات و تقویم‌ها مشغول کار شد. او برای سازندگان تقویم از جمله «شرکت تقویم توز. د مورفی»، «براون و بیگلو»، «جوزف هوور و پسران» و «شرکت تقویم آثار هنری آمریکا» کارهای هنری ایجاد کرد."
اگلستون در سال‌های رکود بزرگ دهه ۱۹۳۰ به گرایش آمریکایی به سمت فرار از واقعیات گرایش پیدا کرد. آثار وی که به عنوان «داستان پردازی» توصیف شده‌است، در زنان و لباس‌های کلاه شیک و شیک، یا لباس‌های زنانه آمریکایی‌های بومی، «خدایان مصری»، دختران غارتگر دریایی و زنان با شخصیت پیتر پان متمرکز شده‌است.
او در درجه اول با رنگ‌های روغنی روی بوم و همچنین با پاستلها، آب‌رنگ و گواش کار می‌کرد.

## نگارخانه

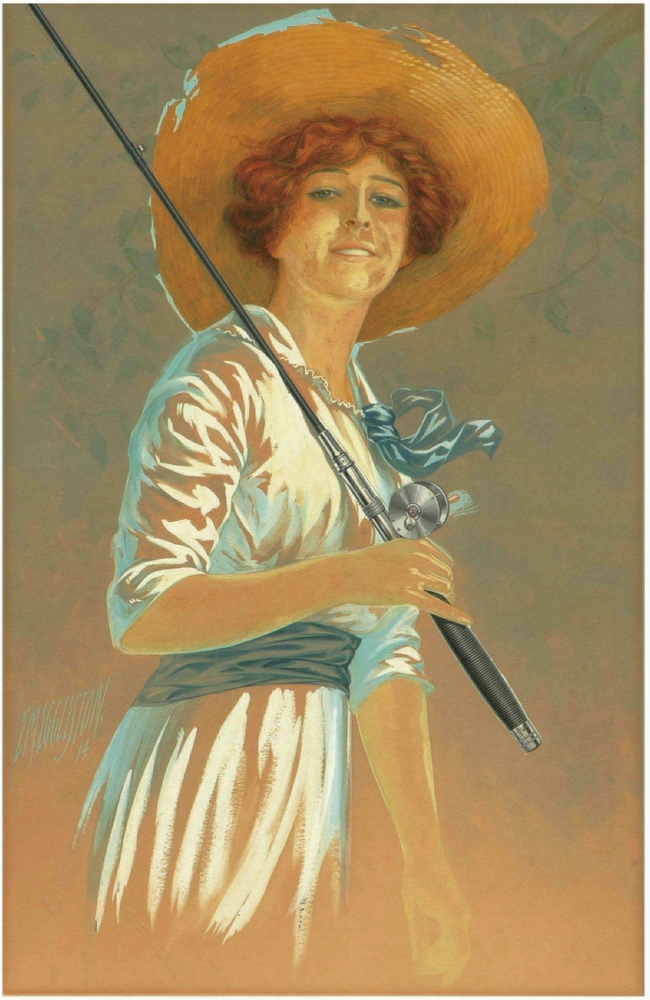
۱۹۱۴، دختر با قلاب ماهیگیری
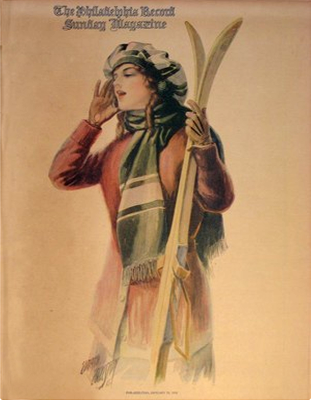
مجله فیلادلفیا رکورد یکشنبه، ۲۳ ژانویه ۱۹۱۶
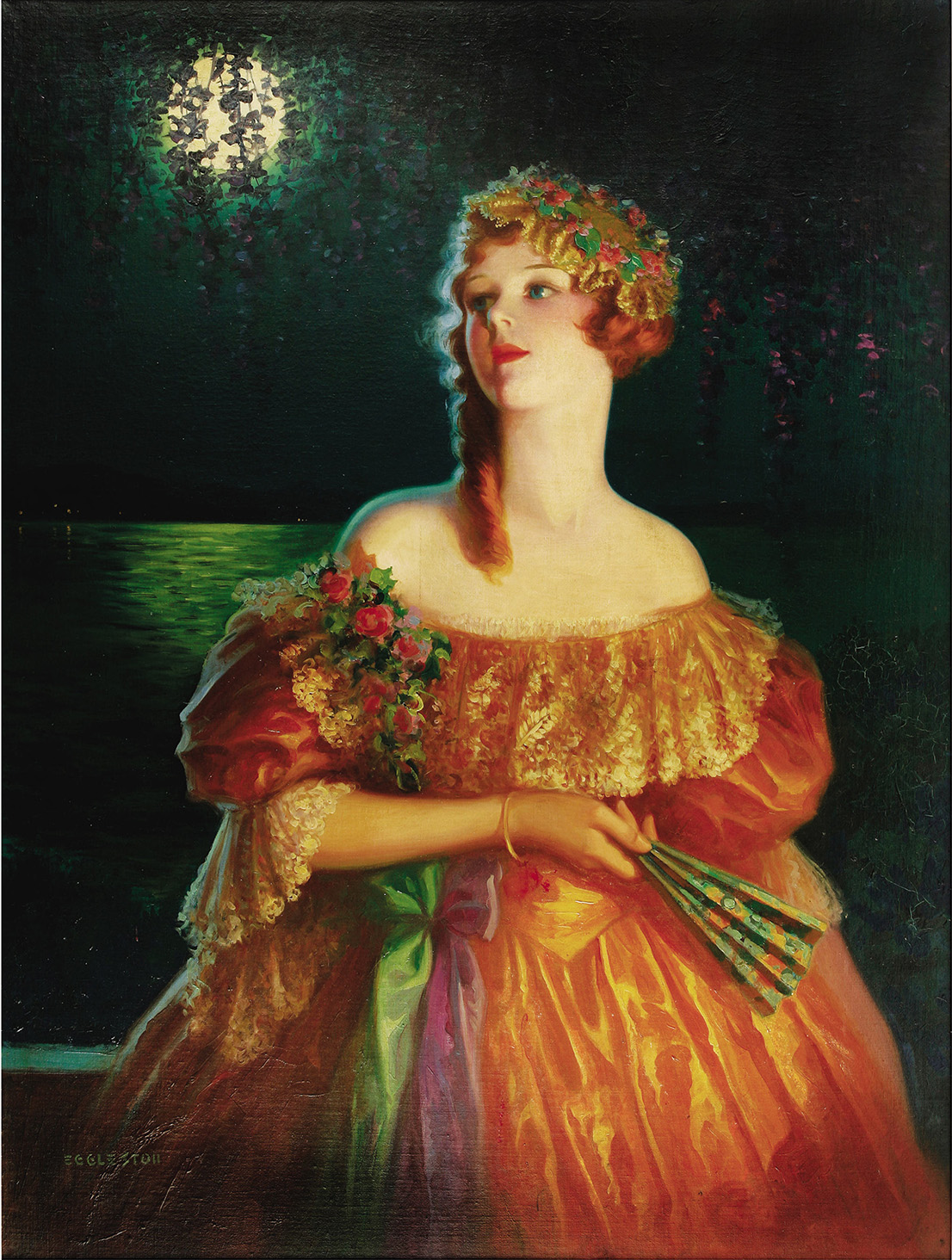
۱۹۱۹ دیکسی یا سیگما چی دوست داشتنی
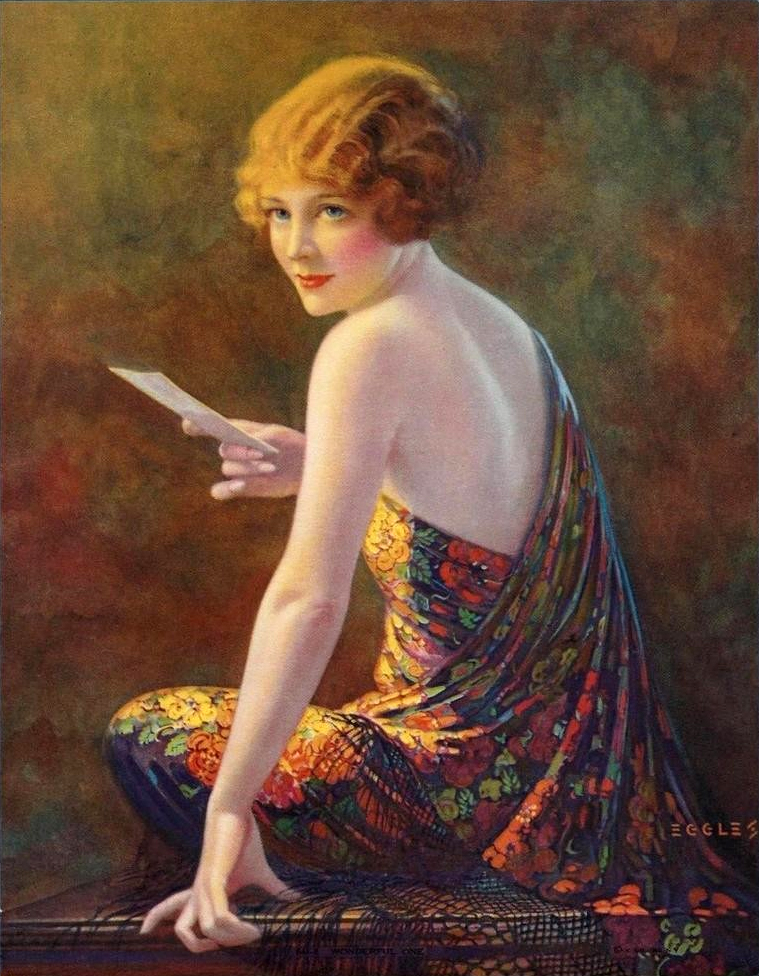
دختر فوق العاده ۱۹۲۸.
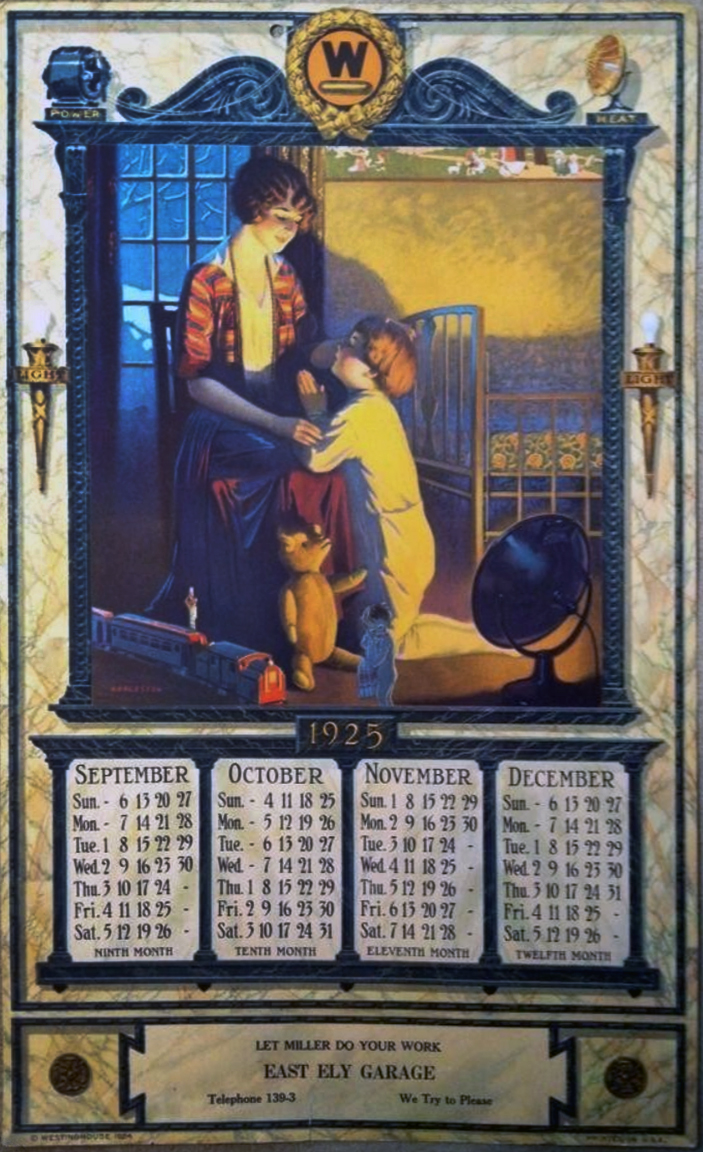
تقویم شرکت برق وستینگهاوس در سال ۱۹۲۵، آسایش خانه را به کمک برق نشان می‌دهد.
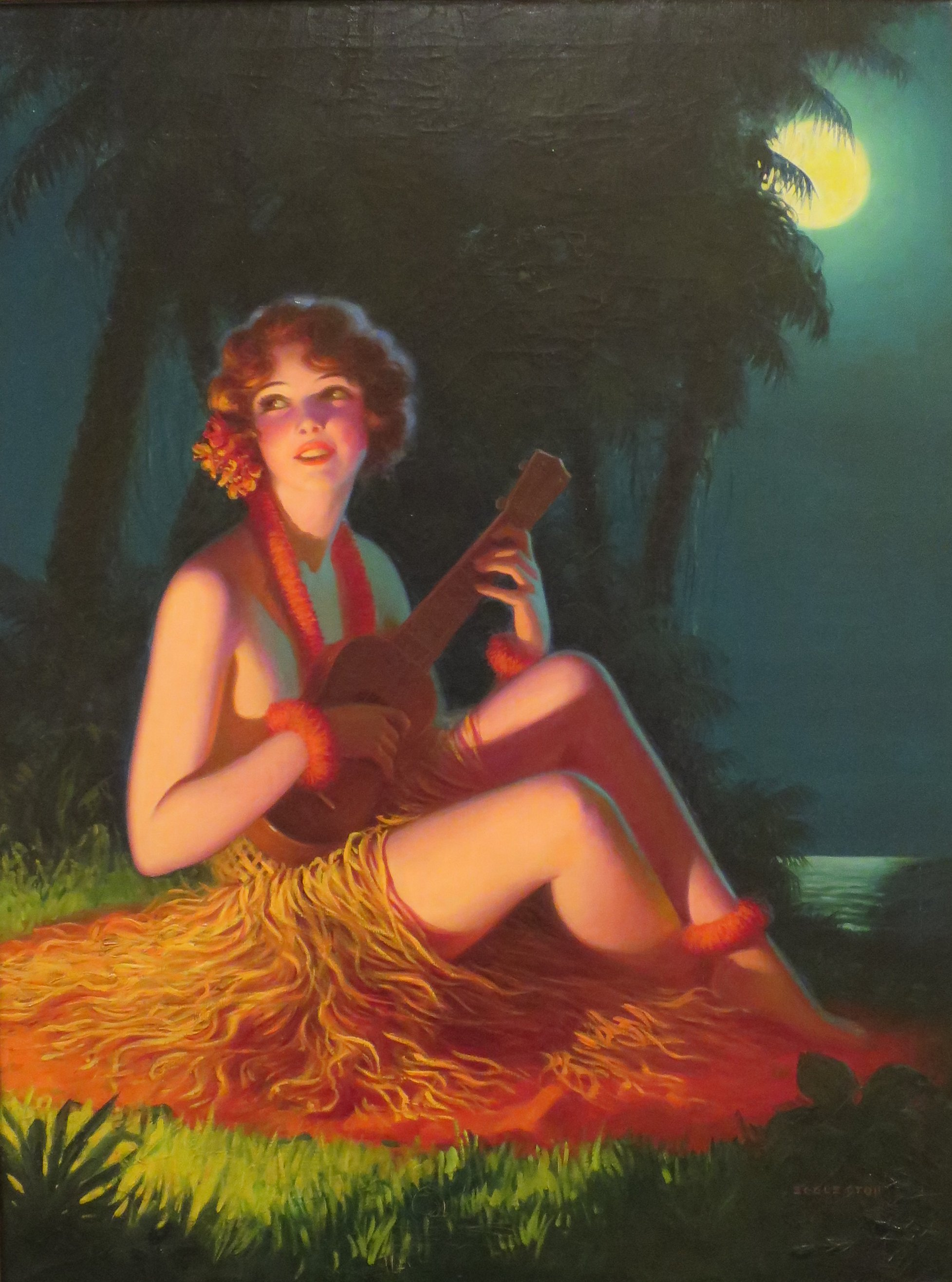
دختری در حوالی سال ۱۹۲۵ با یوکللی
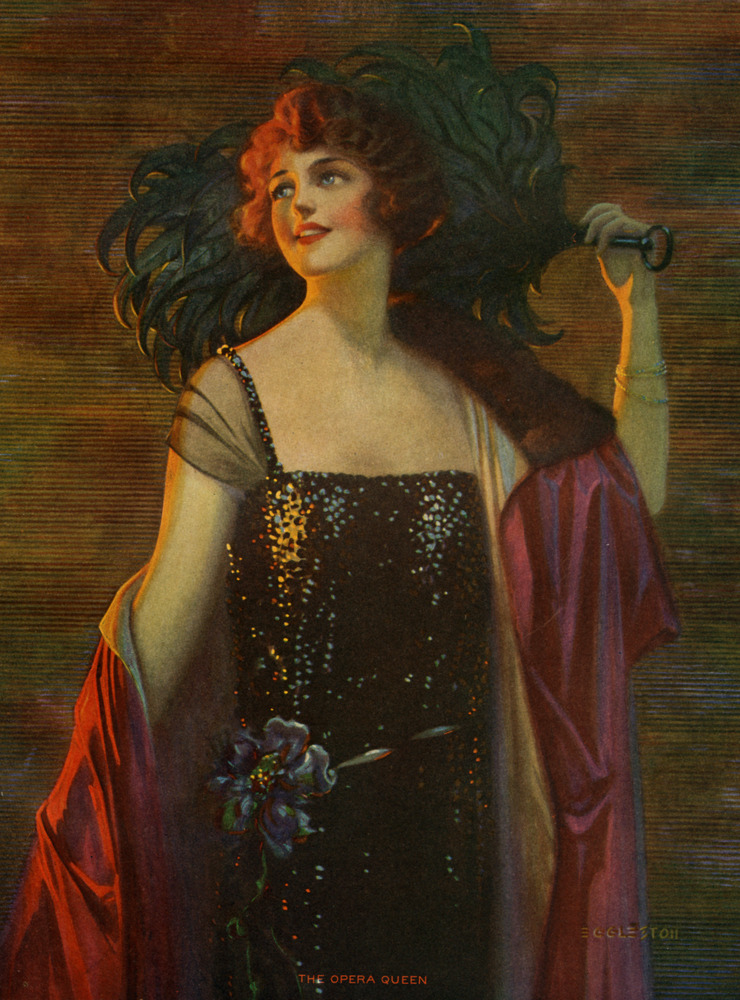
۱۹۲۶ «اپرای کوئین»
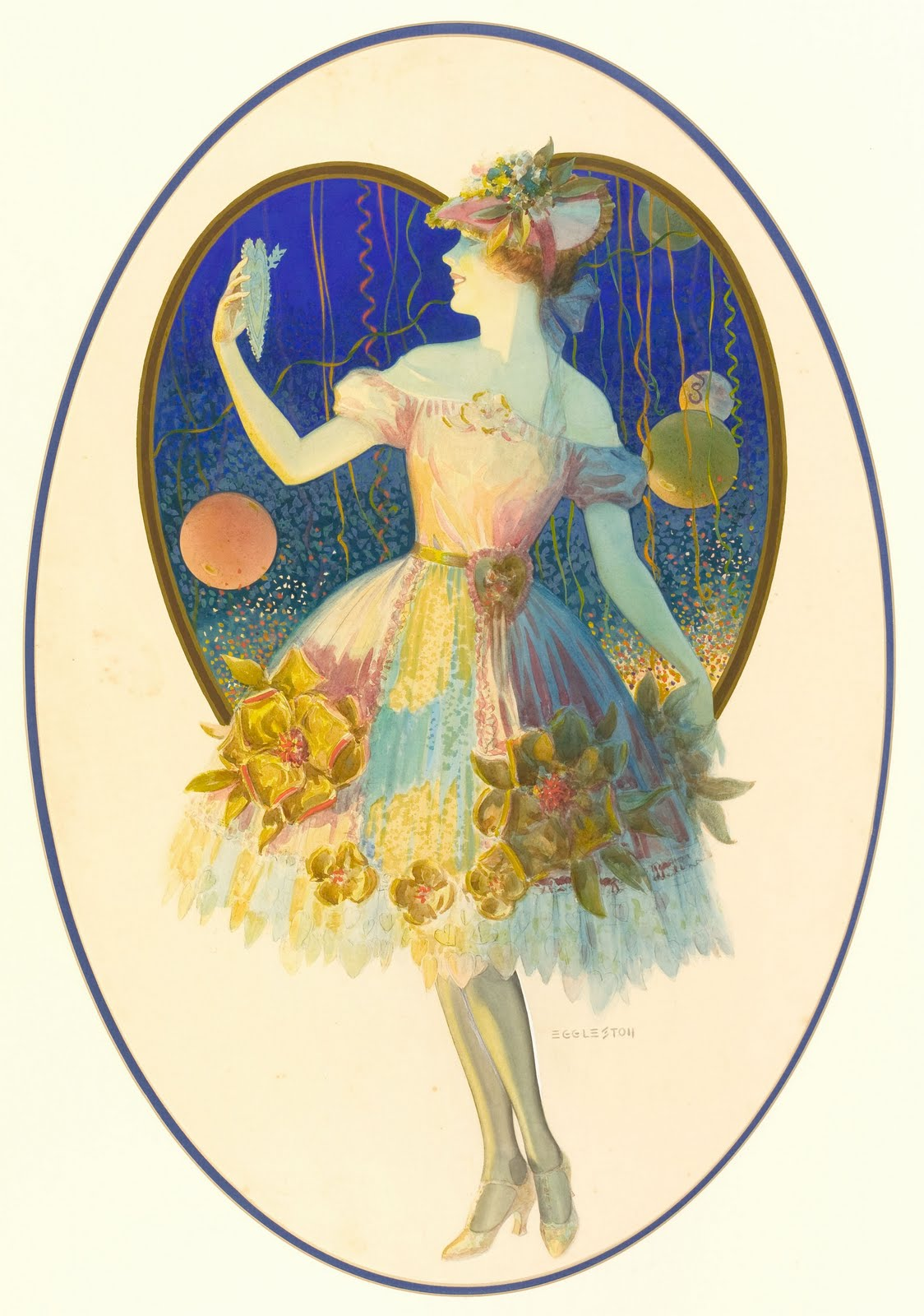
۱۹۲۸ "دختر ولنتاین" در جلد مجله حزب دنیسون ، ژانویه / فوریه ۱۹۲۸ استفاده شده‌است.
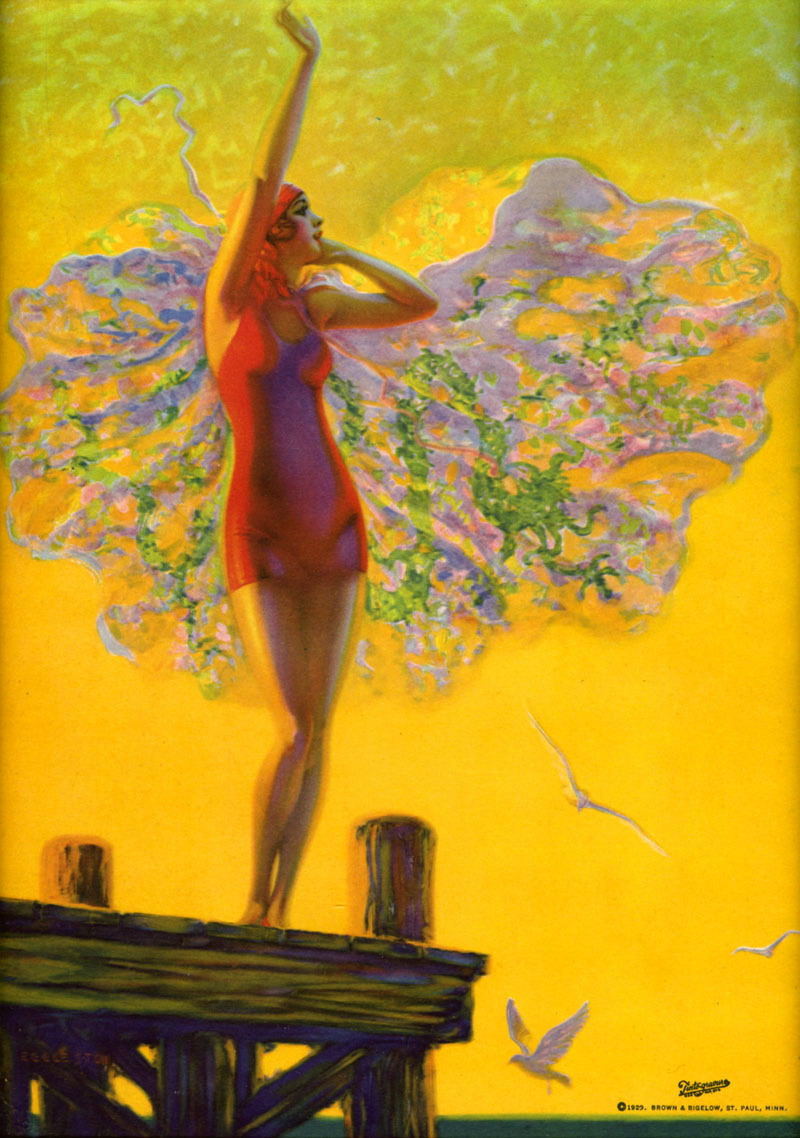
۱۹۲۹ “دختر پروانه ای»
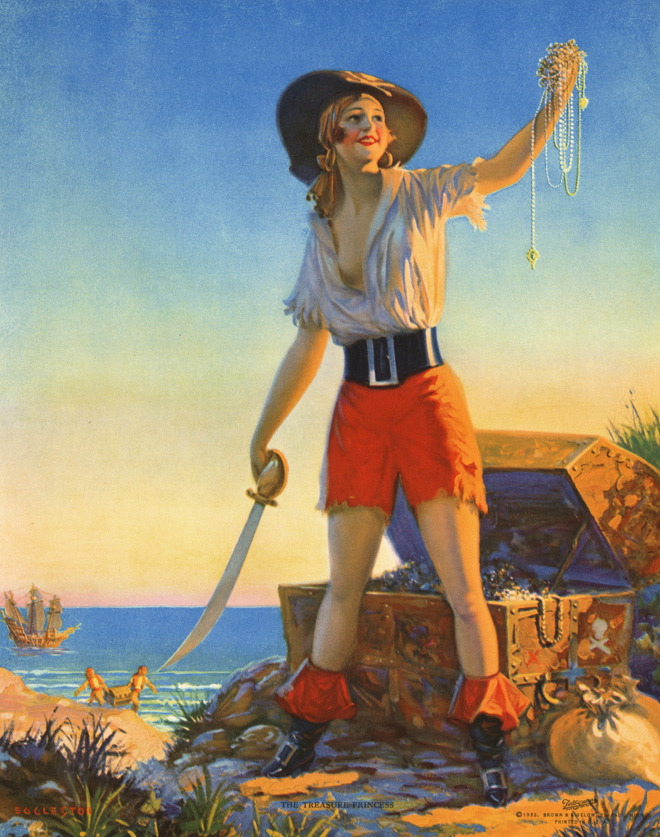
۱۹۳۱ “شاهزاده گنج»
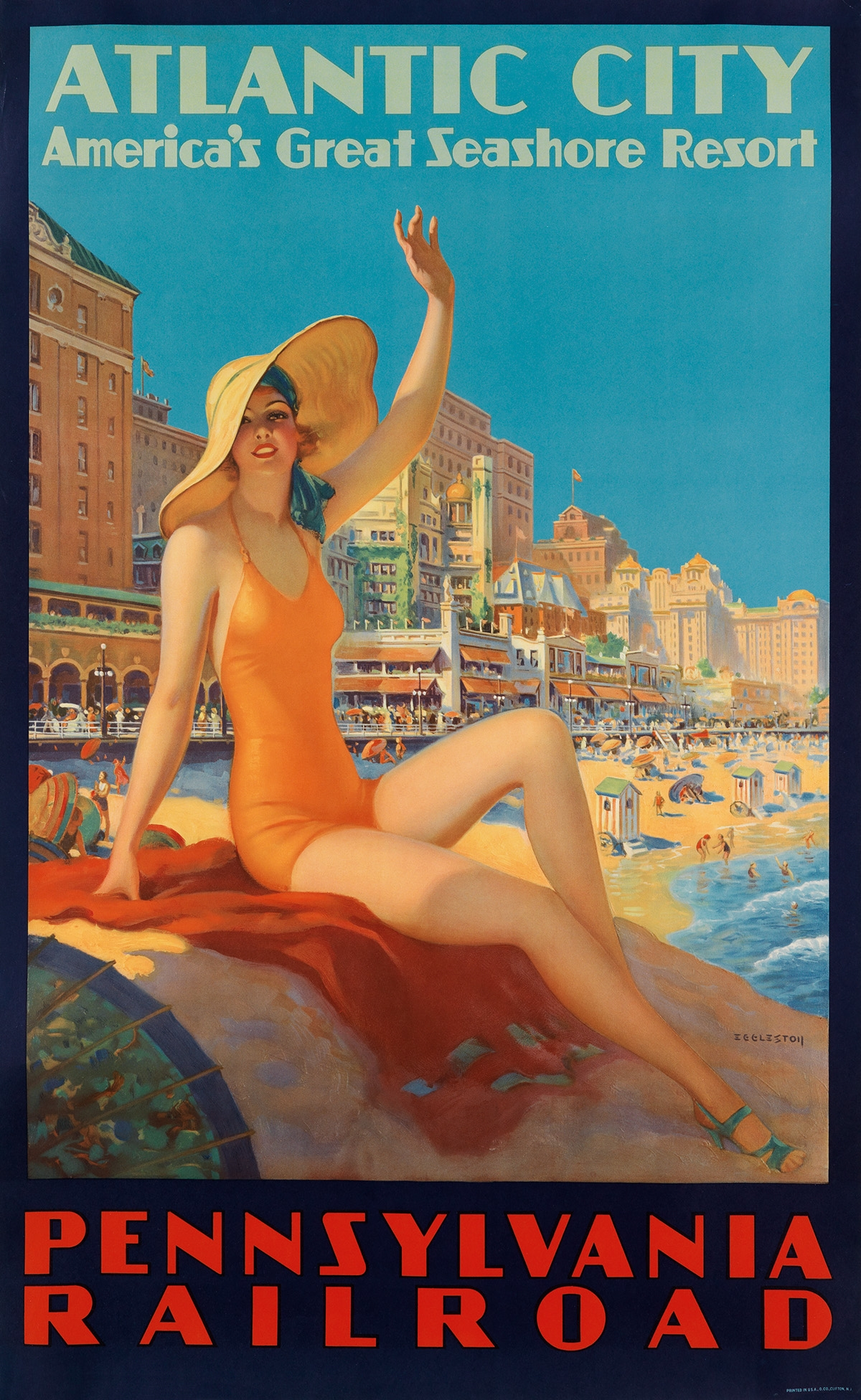
پوستر ۱۹۳۵ برای آتلانتیک سیتی و راه‌آهن پنسیلوانیا
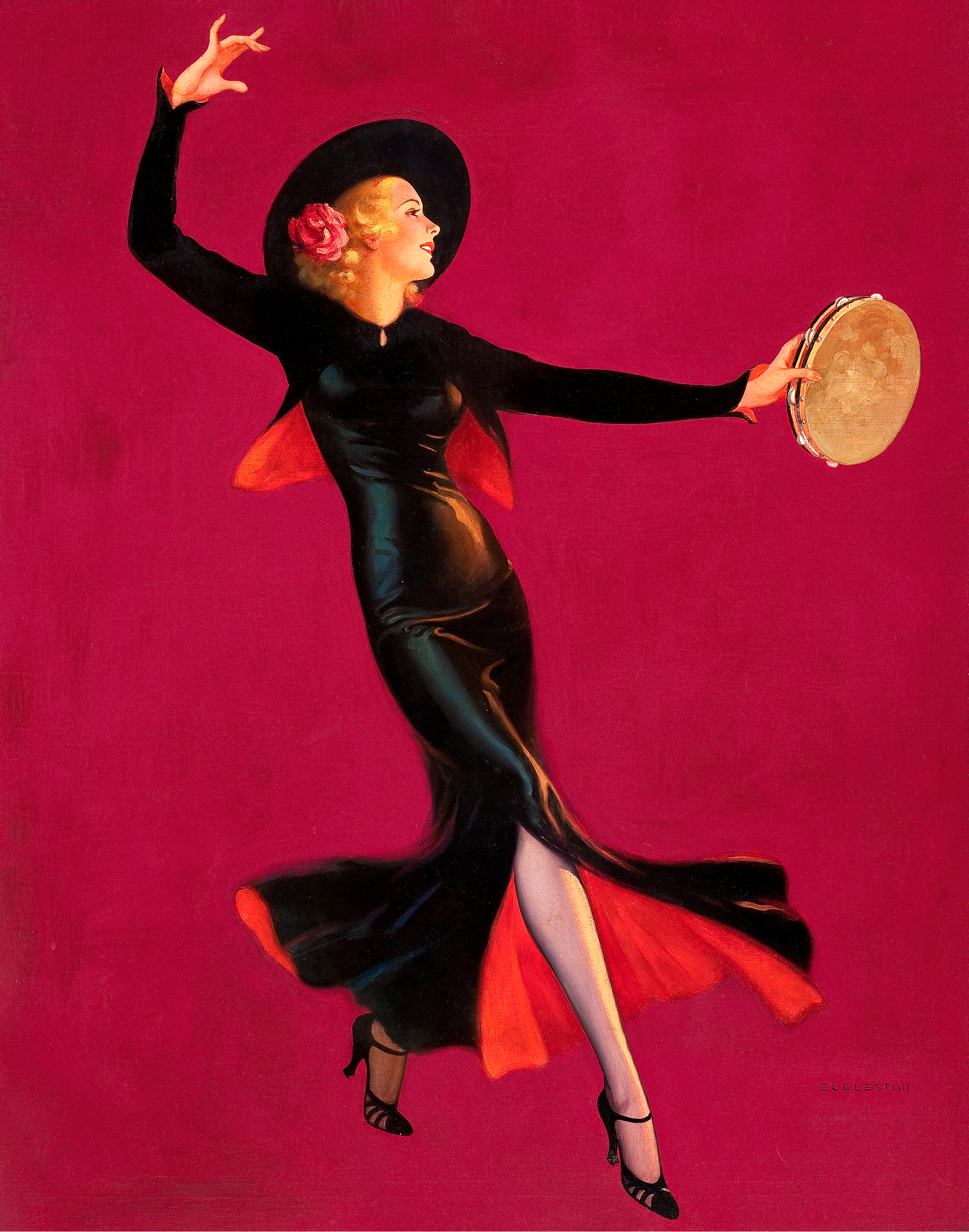
۱۹۳۷ رقاص دایره زنگی
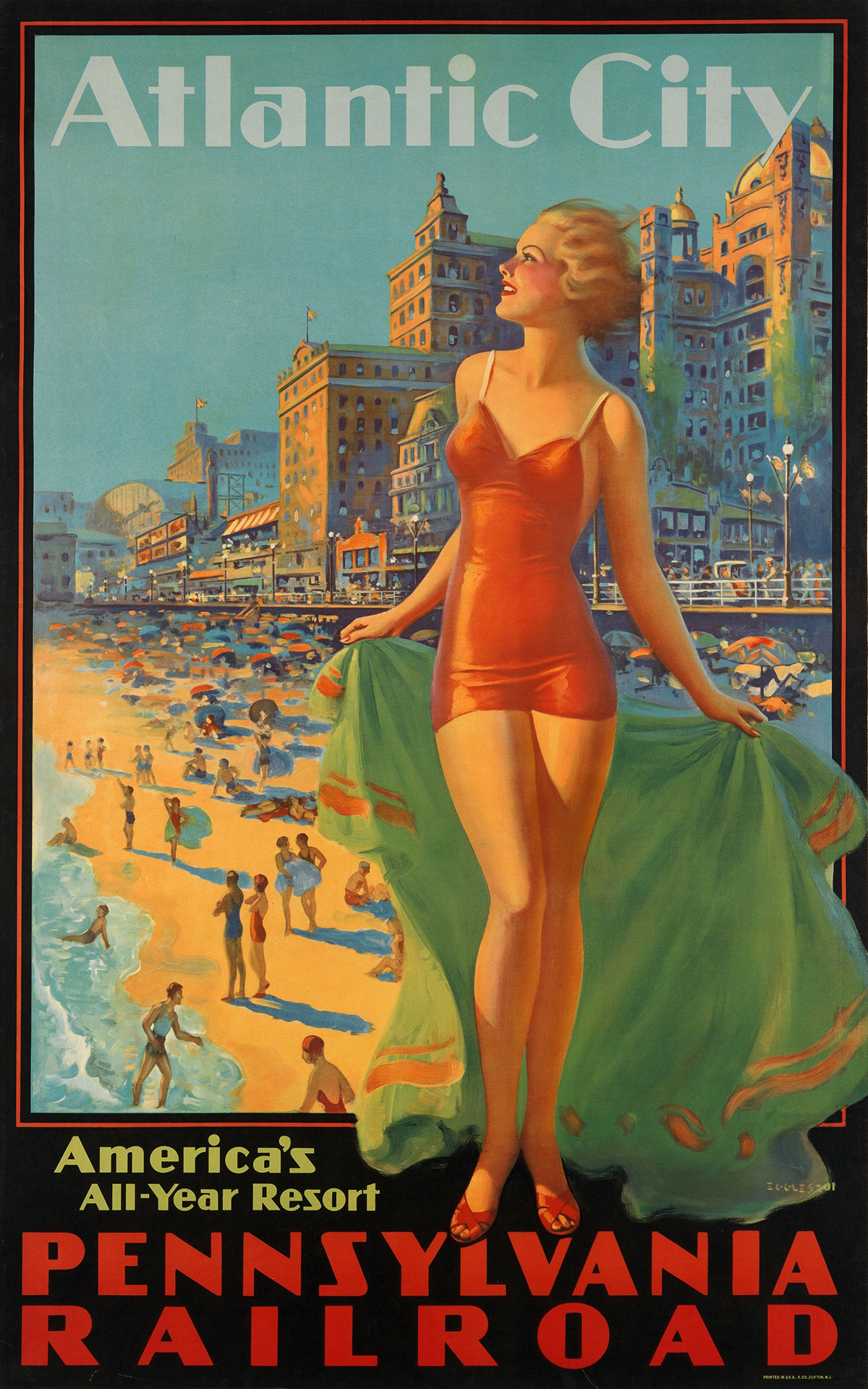
پوستر تبلیغاتی پنسیلوانیا ریل رود